# Plaza de la Democracia (Costa Rica)
La plaza de la Democracia, oficialmente plaza de la Democracia y de la Abolición del Ejército, es un espacio público ubicado en San José, Costa Rica. Sirve de antesala al Museo Nacional de Costa Rica, ubicado en el antiguo Cuartel Bellavista, sitio donde se realizó la abolición del ejército costarricense el 1 de diciembre de 1948, importante hito de la historia y la identidad costarricenses.

## Historia
El 1 de noviembre de 1889, el pueblo de Costa Rica se levantó para defender la elección de José Joaquín Rodríguez Zeledón como presidente de la república, ante un intento del presidente en ejercicio, Bernardo Soto Alfaro, de desconocer la elección ganada por Rodríguez por amplio margen. Soto, respetando la decisión del pueblo costarricense, reconoció la victoria de Rodríguez y se apartó del poder, evitando derramar sangre costarricense. Cien años después, para conmemorar este hecho, considerado el inicio de la democracia en Costa Rica, fue construida esta plaza, inaugurada el 28 de octubre de 1989 durante la primera administración de Óscar Arias Sánchez, durante la reunión que los Presidentes y Jefes de Estado de América Latina y el Caribe tuvieron en San José para conmemorar el centenario de la democracia costarricense. Pero esta función es muy nueva ya que la unión entre la entrada del museo con la Plaza de la Democracia se hizo apenas en el 2010. Esto gracias a la remodelación de 2008 donde le fueron agregado 20 rampas para acceso de personas con discapacidad, barandas, mejor iluminación y zonas verdes. La plaza fue reinaugurada el 20 de enero de 2009. Esta obra de remodelación fue iniciada y ejecutada por la Municipalidad de San José y el Ministerio de Cultura y Juventud, lo cual les costó 130 millones de colones. El 1 de diciembre de 2016, se agregó el monumento a al expresidente costarricense José Figueres Ferrer y mediante decreto el sitio pasó a llamarse Plaza de la Democracia y de la Abolición del Ejército.
En 2018, se escogió este lugar para realizar el traspaso de poderes donde asumió la presidencia Carlos Alvarado Quesada.

#### Museo del Jade

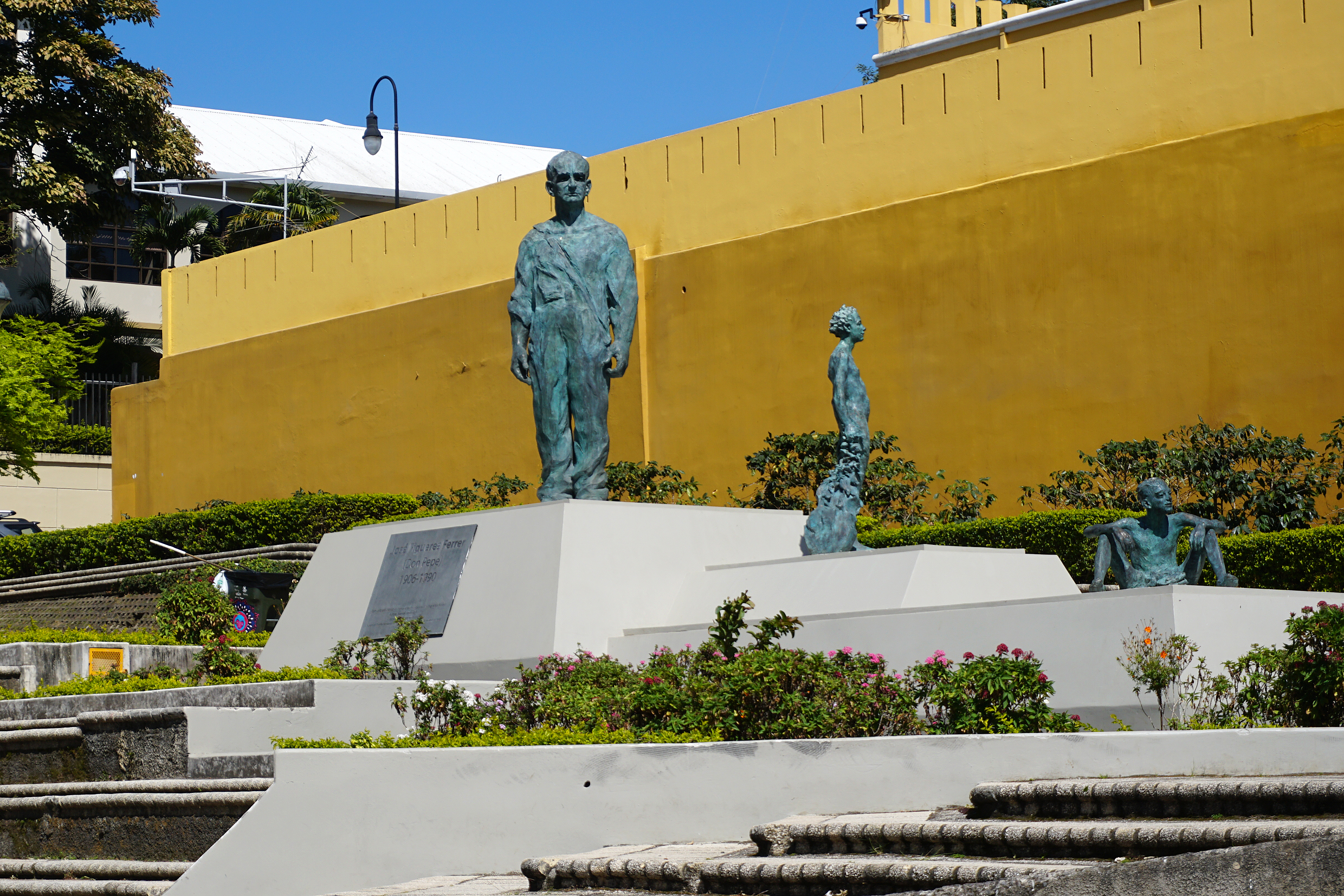
Monumento a José Figueres Ferrer ubicado en la Plaza de la Democracia en conmemoración a la abolición del ejército de Costa Rica en 1948.

## Sitios

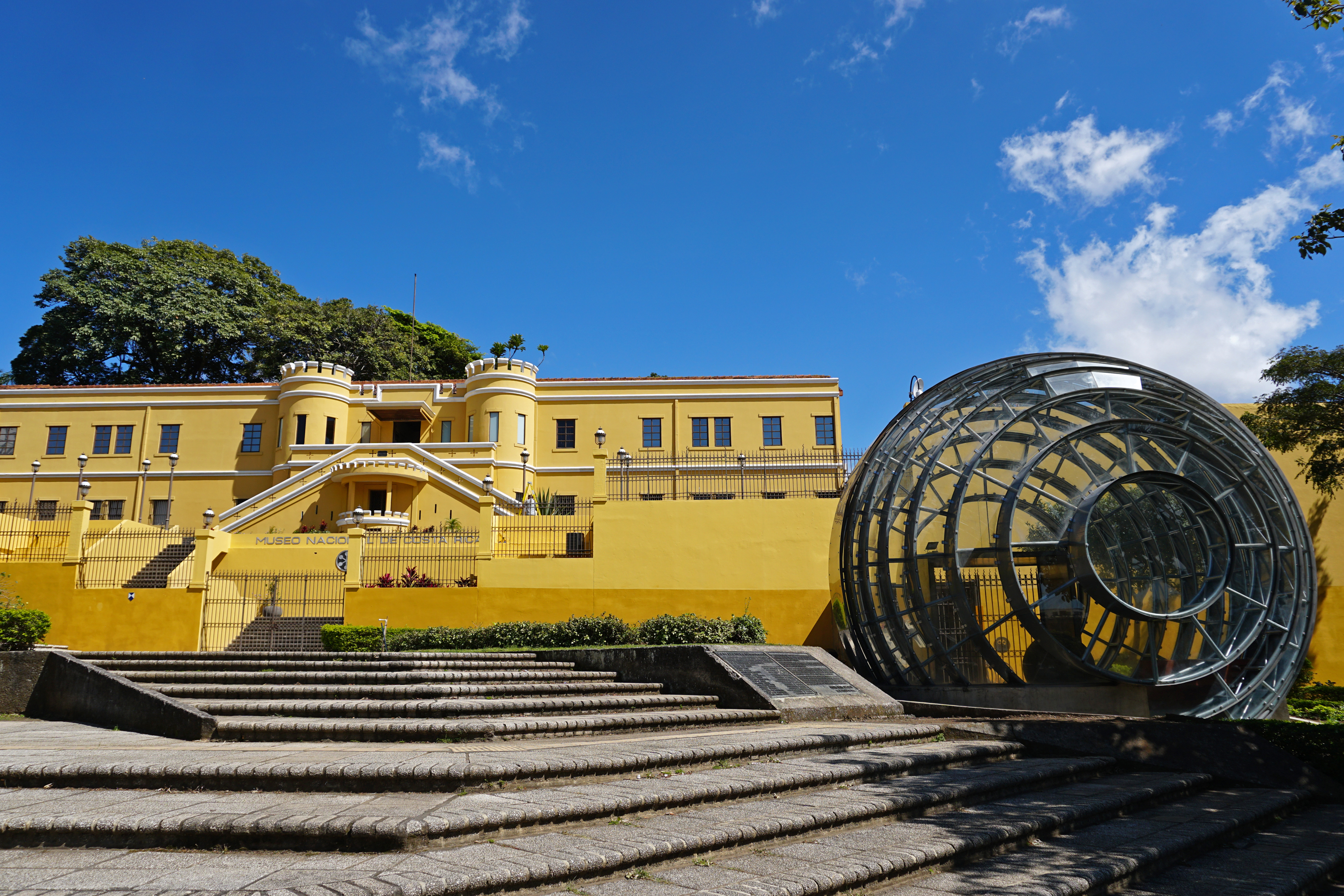
Al lado este de la Plaza de la Democracia se ubica el Museo Nacional de Costa Rica y la estructura esférica que contiene una esfera de piedra de Diquís.

### Monumentos
Monumento a José Figueres Ferrer: se trata de un conjunto escultórico compuesto de 4 elementos: la estatua de José Figueres Ferrer (3 m de altura), una niña con un instrumento musical (1.82 m), un niño sentado acompañado de unos libros (82 cm), y un cañón. Conmemora al tres veces presidente de Costa Rica José Figueres Ferrer, quien en 1949 abolió el ejército de Costa Rica en este sitio. La obra fue esculpida por Marisel Jiménez en 1998, luego fue retirado del sitio para remodelar la plaza, colocándose de manera temporal en los jardines del Museo Nacional. En 2014, se firmó un decreto ejecutivo para recolocar el monumento en su sitio original, lo que se llevó a cabo el 1° de diciembre de 2016 durante la conmemoración del día nacional de la Abolición del Ejército.